# Salomon de Caus
Salomon de Caus, född 1576 och död 1626, var en fransk ingenjör och fysiker.
Caus vistades i England och Tyskland, och återvände 1624 till Frankrike. I Tyskland var de Caus 1614–20 anställds om ingenjör och byggmästare hos kurfursten Fredrik V av Pfalz och uppförde en del av slottet i Heidelberg. Som fysiker har Caus behandlat spörsmålet om ångans användning som drivkraft. François Arago ville därför beteckna honom som ångmaskinens uppfinnare.